# Ніт (футбольний клуб)
Ніт (валл. Clwb Pêl-droed Castell Nedd; англ. Neath F.C.) — колишній валлійський футбольний клуб з однойменного міста, матчі проводить на стадіоні «Гнолл». Заснований 2005 року шляхом злиття клубів «Ніт» та «Ск'юен Атлетікс», 28 травня 2012 року був розформований.

## Досягнення
- Чемпіонат Уельсу — Бронза: 2010/11, 2011/12.